# Siamotyrannus
Siamotyrannus ("tyran ze Siamu") byl rod středně velkého teropoda z čeledi Metriacanthosauridae. Žil v období spodní křídy na území dnešního Thajska. Jeho fosilní pozůstatky byly objeveny roku 1993 a vědecky popsány v roce 1996. 

## Zařazení
Původně byl tento teropod považován za vývojově primitivního tyranosauroida, v roce 2012 však byl překlasifikován. Dnes je pokládán za blízkého příbuzného rodu Sinraptor. Blízce příbuzný mu byl také druh Alpkarakush kyrgyzicus, formálně popsaný roku 2024.

## Popis
Tento dinosaurus měřil na délku asi 6 metrů a vážil zřejmě kolem 500 kg. Přesné rozměry však zatím nelze určit. Představoval predátora, schopného skolit kořist v podobě velkých býložravých dinosaurů (například sauropodů a ornitopodů). Je možné, že lovil mláďata sauropoda rodu Phuwiangosaurus, s nímž sdílel ekosystémy.